# Södertälje sjukhuskyrka

Södertälje sjukhuskyrka (även Sjukhuskyrkan vid Södertälje sjukhus eller Södertälje sjukhus andaktsrum) är sjukhuskyrkan på Södertälje sjukhus i centrala Södertälje i Sörmland. Kyrkan ingår i Östertälje församling i Södertälje pastorat i Södertälje kontrakt, Strängnäs stift. Det nya Rum för stillhet på plan två i hus 09 invigdes 2023. Det tidigare andaktsrummet låg på plan 2 i hus 4 på sjukhusområdet, och var således inte att betrakta som en kyrkobyggnad.

## Verksamhet
Södertälje sjukhuskyrka används av såväl inskrivna, besökare och av sjukhusets personal. Sjukhuskyrkan är ekumenisk, och är således inte direkt knuten till något enskilt trossamfund. Det kan dock tilläggas att verksamheten inte är allmänreligiös utan kristen. De som arbetar där kommer från Svenska kyrkan.
Kyrkan har begränsad verksamhet. En gång i veckan hålls dock gudstjänst. Den primära verksamheten utgörs av samtal med patienter samt besök på sjukhusets avdelningar.